# Baba O'Riley
«Baba O'Riley» es una canción del grupo The Who escrita por Pete Townshend, primera guitarra del grupo, incluida en el álbum Who's Next de 1971.
Conocida por su innovadora fusión de hard rock y la temprana experimentación de música electrónica compuesta por Townshend, se le conoce también como «Teenage Wasteland», ya que es una frase que se repite en el coro. La canción presenta un sintetizador al inicio seguido de unos enérgicos acordes de piano hasta entrar los demás instrumentos. El baterista Keith Moon tuvo la idea de añadir un solo de violín en el final de la canción, el cual es interpretado por Dave Arbus.
El nombre de esta canción deriva de las influencias filosóficas de Meher Baba y las influencias musicales de Terry Riley.

## Historia
Townshend escribió originalmente «Baba O'Riley» para su proyecto Lifehouse, una ópera rock que iba a preceder al disco Tommy de 1969. La canción derivó de un demo de nueve minutos, que la banda reformó. «Baba O'Riley» iba a ser utilizada en el proyecto Lifehouse como una canción cantada por Ray, un granjero escocés que en el comienzo del álbum se reúne con su esposa Sally y sus dos hijos para iniciar un éxodo a Londres. Cuando Lifehouse fue desechado, muchas de las canciones fueron reubicadas por The Who en el álbum de 1971 Who's Next. La canción se convirtió en la primera pista del disco a pesar de las recomendaciones musicales del entorno de Townshend, ya que encontraban que era muy osado empezar un álbum con una introducción de sintetizador tan larga e imponente. La canción fue lanzada como sencillo en varios países europeos, pero en los Estados Unidos y el Reino Unido fue lanzada sólo como parte del álbum.
El baterista Keith Moon tuvo la idea de la inserción de un solo de violín en la coda de la canción, donde el estilo de la misma torna del rock a un ritmo popular de estilo irlandés. Dave Arbus fue el encargado de tocar el violín en el estudio de grabación. En los conciertos, el cantante Roger Daltrey reemplaza el solo de violín con un solo de armónica. The Who produjo una versión en vivo de la canción con un solo de violín (realizado por Nigel Kennedy) en el Royal Albert Hall el 27 de noviembre del 2000.
El solo de violín en la coda de la canción se basa en la música clásica de la India como homenaje a Meher Baba, el místico indio que inspiró esta canción.
La música de la canción deriva del profundo concepto del proyecto Lifehouse. Townshend introdujo el año de nacimiento de Meher Baba en un sintetizador, el cual generó sobre la base de esa información, los acordes introductorios de la canción. Aquellos acordes habrían sido la música de fondo para «Baba O'Riley», pero finalmente, la secuencia frenética - que se asemeja al traqueteo de una rueda de ruleta - fue interpretado por Townshend en un órgano Lowrey Berkshire Deluxe TBO-1, instrumento que le dio la marimba repetitiva a la introducción. Este enfoque creativo fue inspirado en la obra del compositor minimalista Terry Riley. Los nombres de Riley y Baba se incorporaron en el título de la canción como un homenaje de Townshend. En sus presentaciones, The Who, utilizaría el sintetizador de la canción como base, debido a la dificultad que presentaba la interpretación de la pista en vivo.

## Concepto Lifehouse
La canción era inicialmente de 30 minutos de duración y fue planeada para ser utilizada durante los conciertos en el Royal Festival Hall en Londres, Inglaterra. Cuando Who's Next se estaba organizando, «Baba O'Riley» fue editada sólo en sus puntos altos de la canción. Las otras partes de la canción aparecieron en Lifehouse Chronicles, tercer disco de Pete Townshend, como «Baba M1» (O'Riley 1st Movement 1971) y «Baba M2» (2nd Movement Part 1 1971).

## «Teenage Wasteland»
«Baba O'Riley» es a menudo llamada «Teenage Wasteland» debido a la frase repetida a lo largo de la canción. «Teenage Wasteland» era en realidad un título para una canción del proyecto Lifehouse, pero con el tiempo se convirtió en el título para una canción diferente, pero relacionadas por Townshend, que es más lenta y cuenta con más letra. La versión de «Teenage Wasteland» se presenta en Lifehouse Chronicles y en varias compilaciones de Townshend.

## Personal
- Roger Daltrey: voz principal y coros
- Pete Townshend: guitarra eléctrica, sintetizador, piano y coros
- John Entwistle: bajo
- Keith Moon: batería
- Dave Arbus: violín

## Elogios
«Baba O'Riley» aparece en el puesto #340 en la lista de las 500 mejores canciones de todos los tiempos según Rolling Stone. La canción está en el Salón de la Fama del Rock por ser una de las 500 canciones que formaron el Rock and Roll. Una versión remezclada de la canción se utilizó como tema musical para el popular programa de televisión CSI: New York. Cada spin-off de la serie CSI muestra en su canción de título, un tema de The Who. «Baba O'Riley», también, aparece durante la presentación de los jugadores de Los Angeles Lakers durante los partidos jugados en el Staples Center.
| - Avicii - Zaidía Power Trio - Farm Equis - Pearl Jam - Nirvana - Mr. Big - Racer X - Dream Theater - They Might Be Giants - Deluxe - The Slip - Grateful Dead - Blue Man Group - Guided By Voices - Band from TV - Wolfmother - Green Day - Dropkick Murphys - La Resistencia y Natalia Lacunza (versión de ritmo abstracto) - Tráiler de Resident Evil: Retribution - Tráiler de American Beauty - Tráiler de Invincible - Tráiler de Free Guy: Tomando el Control - Tráiler de A Bug's Life - Tráiler de Robots - Tráiler de El desafío: Frost contra Nixon - Tráiler de The Peanuts Movie - Tráiler de Stranger Things, temporada 3 - Premium Rush (Sin Frenos) - Fever Pitch - Summer of Sam - House (ep. 14) - The Girl Next Door - CSI: New York - My Name Is Earl (Me Llamo Earl en España) - One Tree Hill - Rare common habits - Life on Mars (serie de TV de Estados Unidos) - Life on Mars (serie de TV) - Dawson´s creek - Baloncesto en la Sexta (en España) - Dazed and Confused - Macaframa - Miami Vice - Sense8 - Tentaciones (cortinilla final - Colombia) - Stranger Things (Temporada 3) |